# Miradouro do Cerrado das Freiras

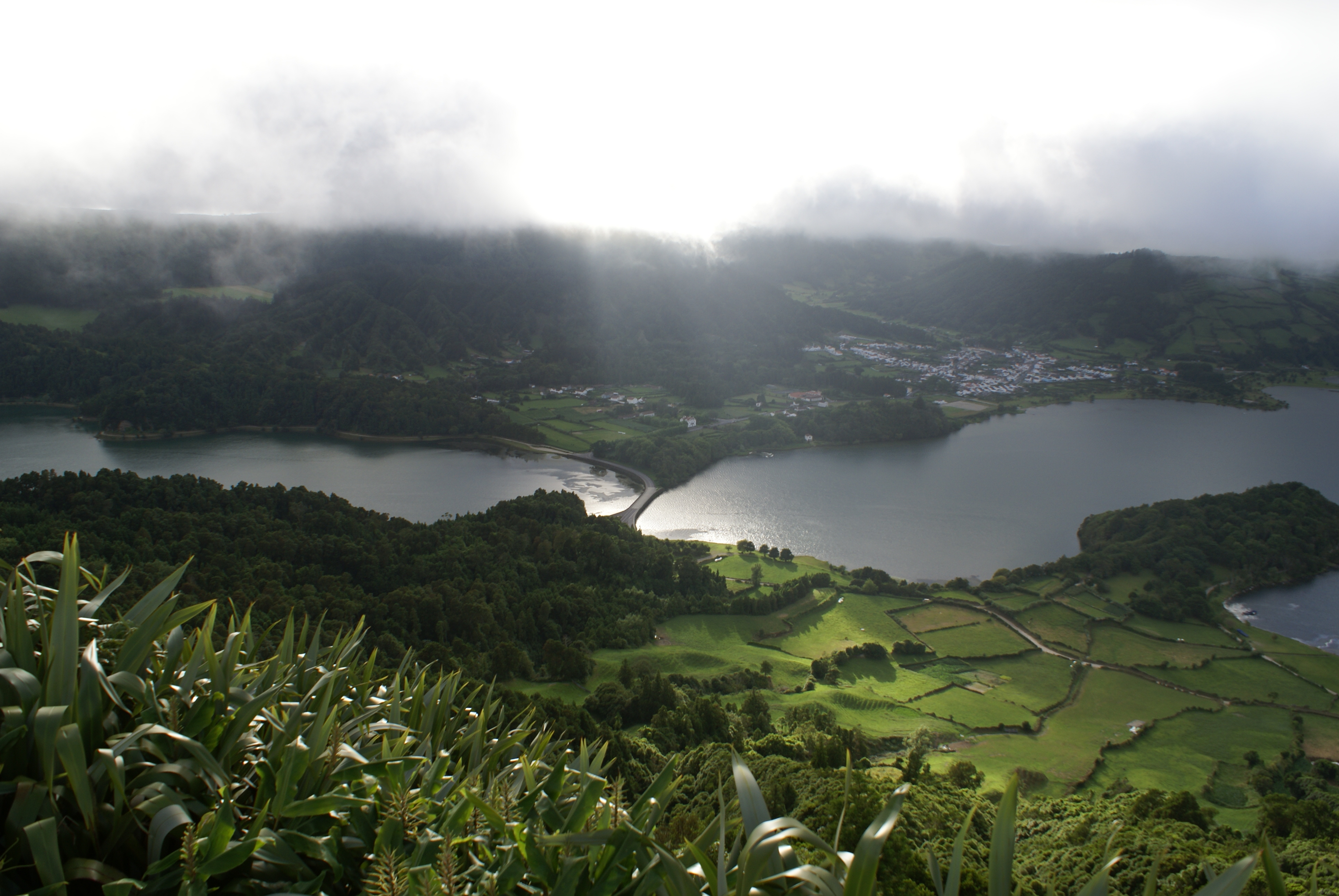
Miradouro do Cerrado das Freiras, Lagoa das Sete Cidades.

O Miradouro do Cerrado das Freiras é um miradouro português localizado no Cerrado das Freiras, às Sete Cidades, no concelho de Ponta Delgada, na ilha açoriana de São Miguel.
Este miradouro oferece uma perspectiva panorâmica da lagoa das Sete Cidades, e localiza-se na descida da serra a caminho das Sete Cidades. Deste miradouro obtêm-se uma panorâmica mais próxima sobre a lagoa Azul e terrenos circundantes.